# Tine Putscher
Albertine Wilhelmine Louise (Tine) Putscher (Paramaribo, 11 oktober 1909 – 1997) was een onderneemster in de gezondheidszorg in Suriname. Ze staat te boek als de eerste vrouwelijke tandarts in Suriname. Ze zette zich in voor liefdadigheid en vrouwenrechten.

## Biografie
Ze was dochter van Louise Jacquelina Lionarons en ambtenaar Albert Gustaaf Putscher wonende aan de Maagdenstraat in Paramaribo. Als een van de getuigen bij de aangifte trad op Adolph Philippus Nassy. Ze was verbonden aan de Evangelisch Luthers Kerk in Suriname.
In 1927 haalde ze haar diploma aan de middelbare school Hendrikschool, destijds de school met de hoogste opleiding aldaar. Ze ging voor een studie tandarts door eerst in de leer te gaan bij G.F. Lashley, een plaatselijke tandarts.
Ze studeerde aan de Universiteit Utrecht voor tandheelkunde en haalde in 1934 haar tandheelkundig examen en studeerde in 1937 af. Niet veel later verloofde ze zich met industrieel Rudy Stiefel. Ze vestigde zich in november 1937 aan de Dominéstraat 41. Op 10 november 1938 trouwde ze met Stiefel.
Ze bemoeide zich ook met wellevendheid (beleefdheden), liefdadigheid, huisvesting en financiële hulpverlening (Stichting voor Liefdadigheidsdoeleinden, 1948). Ze sprak in 1948 op een vergadering van dienstbodes, waarin ze klaagde over de behandeling van dienstmeisjes in het openbaar (ongepaste uitlatingen). Het genoemde huwelijk hield geen stand, er volgde een echtscheiding. Ze hertrouwde in 1950 met Herko ten Meer. In 1954 werd ze benoemd tot ridder in de Orde van Oranje-Nassau. In 1954 kwam haar praktijk weer naar de Maagdenstraat 32. Ook het huwelijk met Ten Meer hield geen stand; het zou in 1956 beëindigd zijn.
In 1949 nam ze zitting in het pas opgerichte Damescomité dat de belangen van de Surinaamse vrouw (verder) wilde stimuleren, waarbij ze een toespraak hield in Thalia het gemeenschapshuis in Paramaribo. Ze sprak de zaal toe over de belangrijkheid van de vrouw en becommentarieerde de toestand van ongehuwde moeders en de matige bescherming van de vrouw in het algemeen. Ze wilde ook hier betere huisvesting en bewaarplaatsen (kinderopvang). Voorts zag zij een positieverbetering voor vrouwen door meer officieel werk voor vrouwen. Ze stelde echter nog wel, dat de vrouwen dit onder de ogen moesten brengen bij hun manlijke politieke manlijke vertegenwoordigers. In de zaal gingen wel stemmen op dat zijzelf maar zitting moest nemen in de Staten. Omdat niet iedereen het Nederlands even goed machtig was, werd haar toespraak onder leiding van arts Sophie Redmond (die ook van de Hendrikschool kwam) naar het Surinaams vertaald. In 1949 werd ze door het Damescomité, dan een politieke partij, voorgedragen als kandidaat voor de Statenverkiezing. Ze kreeg onvoldoende stemmen want uiteindelijk werd Grace Schneiders-Howard geïnstalleerd. Wel was ze weer in 1949 betrokken bij de oprichting van het "Surinaams Radio Therapeutisch Instituut".
Niet alleen de tandzorg had haar aandacht; ze was vanaf circa 1950 betrokken bij de stichting van de eerste crèche in de kolonie en was daarna enige tijd voorzitten van de "Stichting Crèches" in Suriname. Dit kwam voort uit het idee van haar vader, die als Statenlid al crèches wilde inrichten volgens de slavencrèches uit vroeger tijden.
Tine Putscher kreeg in haar jonge jaren muziekles van geloofsgenoot Johannes Nicolaas Helstone, maar ging daarin niet verder. Toen in 1958 Beatrix der Nederlanden een bezoek bracht aan Suriname zou ze een gesprek hebben gehad met Putscher over de sociale ontwikkeling in het gebied. Prinses Beatrix opende tijdens dezelfde reis een nieuwe crèche aan de Gravenstraat in aanwezigheid van Putscher, waarbij ook president Johan Ferrier, zijn echtgenote en Johan Kuiperbak aanwezig was.